# Benjamin Becker
Pour les articles homonymes, voir Becker.
Benjamin Becker, né le 16 juin 1981 à Merzig, est un joueur de tennis allemand, professionnel de 2005 à 2017.

## Carrière
Il est formé aux États-Unis dans une université du Texas, où il remporte le titre de champion en 2004, avec l'université de Baylor, située à Waco. En novembre 2005, Benjamin Becker décide de devenir joueur professionnel.
Son premier tournoi du Grand Chelem est Wimbledon, en 2006, où il bat Juan Ignacio Chela au 1er tour, avant d'être défait par Fernando Verdasco au 2e tour. Son deuxième tournoi du Grand Chelem est l'US Open, où il perd face à Andy Roddick en huitième de finale (sa meilleure performance). Sa fin de saison 2006 est marquée par une demi-finale à Tokyo.
Andre Agassi en 2006 et Carlos Moyà en 2010 jouent leur dernier match face à lui.
En 2007, il atteint successivement les demi-finales à Delray Beach et San Jose, avec notamment une victoire sur Marat Safin.
Sa première apparition au classement ATP date du 2 octobre 2000, à la 861e place. Sa plus mauvaise position est 1442e, le 22 septembre 2003. Son meilleur classement est 38e, le 5 mars 2007 puis 35e le 27 octobre 2014.
Il est droitier et habite actuellement à Miami.
Il n'a pas de lien de parenté avec Boris Becker.
Il joue son dernier match professionnel lors de sa défaite au 2e tour des qualifications du tournoi de Wimbledon 2017.

## Palmarès

### Titre en simple messieurs
| No | Date       | Nom et lieu du tournoi   | Catégorie | Dotation  | Surface      | Finaliste      | Score    |          |
| -- | ---------- | ------------------------ | --------- | --------- | ------------ | -------------- | -------- | -------- |
| 1  | 15-06-2009 | Ordina Open, Bois-le-Duc | ATP 250   | 398 250 € | Gazon (ext.) | Raemon Sluiter | 7-5, 6-3 | Parcours |

### Finales en simple messieurs
| No | Date       | Nom et lieu du tournoi     | Catégorie   | Dotation  | Surface      | Vainqueur             | Score          |          |
| -- | ---------- | -------------------------- | ----------- | --------- | ------------ | --------------------- | -------------- | -------- |
| 1  | 24-09-2007 | Thailand Open, Bangkok     | Int' Series | 525 000 $ | Dur (int.)   | Dmitri Toursounov     | 6-2, 6-1       | Parcours |
| 2  | 16-06-2014 | Topshelf Open, Bois-le-Duc | ATP 250     | 426 605 € | Gazon (ext.) | Roberto Bautista-Agut | 2-6, 7-62, 6-4 | Parcours |

### Finales en double messieurs
| No | Date       | Nom et lieu du tournoi     | Catégorie | Dotation  | Surface    | Vainqueurs             | Partenaire     | Score     |          |
| -- | ---------- | -------------------------- | --------- | --------- | ---------- | ---------------------- | -------------- | --------- | -------- |
| 1  | 27-07-2009 | LA Tennis Open Los Angeles | ATP 250   | 550 000 $ | Dur (ext.) | Bob Bryan Mike Bryan   | Frank Moser    | 6-4, 7-62 | Parcours |
| 2  | 08-02-2010 | SAP Open San José          | ATP 250   | 531 000 $ | Dur (int.) | Mardy Fish Sam Querrey | Leonardo Mayer | 7-63, 7-5 | Parcours |

## Parcours dans les tournois duGrand Chelem

### En simple
| Année | Open d'Australie | Open d'Australie | Internationaux de France | Internationaux de France | Wimbledon       | Wimbledon      | US Open         | US Open         |
| ----- | ---------------- | ---------------- | ------------------------ | ------------------------ | --------------- | -------------- | --------------- | --------------- |
| 2006  | —                | —                | —                        | —                        | 2e tour (1/32)  | F. Verdasco    | 1/8 de finale   | Andy Roddick    |
| 2007  | 1er tour (1/64)  | Marat Safin      | 1er tour (1/64)          | M. Montcourt             | 1er tour (1/64) | J. I. Chela    | 1er tour (1/64) | P. Petzschner   |
| 2008  | 1er tour (1/64)  | Novak Djokovic   | 1er tour (1/64)          | Mikhail Youzhny          | 2e tour (1/32)  | Arnaud Clément | —               | —               |
| 2009  | —                | —                | —                        | —                        | 2e tour (1/32)  | Jürgen Melzer  | 1er tour (1/64) | F. Verdasco     |
| 2010  | 2e tour (1/32)   | Nicolás Almagro  | 1er tour (1/64)          | Denis Istomin            | 2e tour (1/32)  | Tomáš Berdych  | 2e tour (1/32)  | David Ferrer    |
| 2011  | 2e tour (1/32)   | A. Dolgopolov    | —                        | —                        | —               | —              | —               | —               |
| 2012  | 1er tour (1/64)  | Márcos Baghdatís | 1er tour (1/64)          | Jesse Levine             | 2e tour (1/32)  | Radek Štěpánek | 1er tour (1/64) | Ryan Harrison   |
| 2013  | 2e tour (1/32)   | J. M. del Potro  | 1er tour (1/64)          | Jérémy Chardy            | 1er tour (1/64) | Andy Murray    | 2e tour (1/32)  | Novak Djokovic  |
| 2014  | 1er tour (1/64)  | Nick Kyrgios     | 1er tour (1/64)          | Thomaz Bellucci          | 2e tour (1/32)  | A. Dolgopolov  | 1er tour (1/64) | Peter Gojowczyk |
| 2015  | 3e tour (1/16)   | Milos Raonic     | 3e tour (1/16)           | Forfait                  | 1er tour (1/64) | V. Estrella    | 1er tour (1/64) | Denis Istomin   |
| 2016  | 1er tour (1/64)  | Dudi Sela        | 1er tour (1/64)          | Andrey Kuznetsov         | 2e tour (1/32)  | Tomáš Berdych  | 1er tour (1/64) | Kei Nishikori   |

N.B. : à droite du résultat se trouve le nom de l'ultime adversaire.

### En double
| Année | Open d'Australie          | Open d'Australie               | Internationaux de France      | Internationaux de France       | Wimbledon                      | Wimbledon                      | US Open                     | US Open                   |
| ----- | ------------------------- | ------------------------------ | ----------------------------- | ------------------------------ | ------------------------------ | ------------------------------ | --------------------------- | ------------------------- |
| 2007  | 1er tour (1/32) J. Murray | J. Benneteau N. Mahut          | 1er tour (1/32) F. Mayer      | F. Santoro N. Zimonjić         | 1/8 de finale Petr Pála        | Harel Levy Rajeev Ram          | 1er tour (1/32) J. Auckland | C. Haggard T. Johansson   |
| 2008  | —                         | —                              | —                             | —                              | —                              | —                              | —                           | —                         |
| 2009  | —                         | —                              | —                             | —                              | 1er tour (1/32) R. Schüttler   | C. Guccione F. Moser           | 1er tour (1/32) I. Kunitsyn | R. Kendrick J. Tipsarević |
| 2010  | 1er tour (1/32) F. Mayer  | C. Ball S. Huss                | 2e tour (1/16) S. Lipsky      | D. Bracciali P. Starace        | 1er tour (1/32) S. Lipsky      | F. Čermák M. Mertiňák          | 2e tour (1/16) L. Mayer     | Ł. Kubot O. Marach        |
| 2011  | 1/8 de finale M. Kohlmann | Bob Bryan Mike Bryan           | —                             | —                              | —                              | —                              | —                           | —                         |
| 2012  | —                         | —                              | 2e tour (1/16) Ł. Kubot       | S. Lipsky R. Ram               | 2e tour (1/16) C.-M. Stebe     | C. Guccione L. Hewitt          | 1er tour (1/32) J. Nieminen | Ł. Kubot M. Youzhny       |
| 2013  | 1er tour (1/32) F. Moser  | P. Lorenzi P. Starace          | 1er tour (1/32) P. Petzschner | F. Čermák M. Mertiňák          | —                              | —                              | —                           | —                         |
| 2014  | 1er tour (1/32) D. Brands | D. Nestor N. Zimonjić          | 1er tour (1/32) Lu Y-h.       | J. Benneteau É. Roger-Vasselin | 1er tour (1/32) O. Marach      | J. Levinský Jiří Veselý        | 2e tour (1/16) A. Sitak     | B. Klahn T. Smyczek       |
| 2015  | 1/8 de finale Artem Sitak | J. Benneteau É. Roger-Vasselin | 1er tour (1/32) A. Satschko   | Ivan Dodig M. Melo             | 1er tour (1/32) Roberto Maytín | Gilles Müller A.-U.-H. Qureshi | —                           | —                         |
| 2016  | 2e tour (1/16) D. Thiem   | J.-J. Rojer Horia Tecău        | —                             | —                              | —                              | —                              | —                           | —                         |

N.B. : le nom du ou de la partenaire se trouve sous le résultat ; le nom des ultimes adversaires se trouve à droite.

## Parcours dans lesMasters 1000
| Année | Indian Wells            | Miami                    | Monte-Carlo           | Rome                  | Hambourg puis Madrid  | Canada                | Cincinnati           | Madrid puis Shanghai | Paris                |
| ----- | ----------------------- | ------------------------ | --------------------- | --------------------- | --------------------- | --------------------- | -------------------- | -------------------- | -------------------- |
| 2007  | 1er tour A. Falla       | 1er tour Kevin Kim       | 2e tour T. Berdych    | 1er tour R. Söderling | 1er tour Ó. Hernández | —                     | 1er tour T. Berdych  | —                    | —                    |
| 2008  | 1er tour D. Toursounov  | 2e tour R. Nadal         | —                     | —                     | —                     | —                     | 1er tour F. Serra    | —                    | —                    |
| 2009  | —                       | 2e tour F. Verdasco      | —                     | —                     | —                     | —                     | 2e tour L. Hewitt    | 1er tour Tommy Haas  | 2e tour N. Davydenko |
| 2010  | 1er tour P.-H. Mathieu  | 1/8 de finale A. Roddick | 2e tour J. C. Ferrero | 1er tour F. López     | 2e tour R. Federer    | —                     | 1er tour T. Bellucci | 1er tour G. Monfils  | 2e tour G. Monfils   |
| 2011  | 2e tour T. Bellucci     | 1er tour M. Granollers   | —                     | —                     | —                     | —                     | —                    | —                    | —                    |
| 2012  | —                       | 2e tour J. Benneteau     | —                     | —                     | —                     | —                     | —                    | —                    | —                    |
| 2013  | 1er tour B. Reynolds    | 1er tour A. Bedene       | —                     | —                     | —                     | 1er tour M. Matosevic | 2e tour R. Nadal     | —                    | —                    |
| 2014  | 1er tour Roger-Vasselin | 1/8 de finale M. Raonic  | —                     | —                     | 1er tour M. Youzhny   | —                     | 2e tour S. Wawrinka  | —                    | —                    |
| 2015  | 1er tour T. Smyczek     | 1er tour J.-L. Struff    | 1er tour R. Bautista  | —                     | 1er tour F. López     | 1er tour John Isner   | —                    | —                    | —                    |
| 2016  | —                       | 1er tour M. Baghdatís    | —                     | —                     | —                     | —                     | —                    | —                    | —                    |
| 2017  | —                       | 1er tour A. Mannarino    | —                     | —                     | —                     | —                     | —                    | —                    | —                    |

N.B. : sous le résultat se trouve le nom de l’ultime adversaire.

## Classements ATP en fin de saison
| Année          | 2000 | 2001 | 2002 | 2003 | 2004 | 2005 | 2006 | 2007 | 2008 | 2009 | 2010 | 2011 | 2012 | 2013 | 2014 | 2015 | 2016 |
| Rang en simple | 814  | -    | 949  | -    | -    | 477  | 58   | 87   | 130  | 40   | 53   | 305  | 65   | 78   | 40   | 97   | 119  |
| Rang en double | 1474 | -    | 1535 | -    | -    | 743  | 260  | 103  | 588  | 128  | 90   | 189  | 147  | 223  | 194  | 185  | 391  |

Source : (en) Classements de Benjamin Becker sur le site officiel de la Fédération internationale de tennis